# گورستان باغ سر تازه‌آباد
گورستان باغ سر تازه آباد مربوط به هزاره اول ق است و در شهرستان رودسر، بخش رحیم آباد، روستای تازه آباد واقع شده و این اثر در تاریخ ۲۷ بهمن ۱۳۸۲ با شمارهٔ ثبت ۱۰۹۷۵ به‌عنوان یکی از آثار ملی ایران به ثبت رسیده‌است.